# Confederazione delle Industrie Britanniche
La Confederazione delle Industrie Britanniche (in inglese Confederation of British Industry; abbr. CBI) è un'organizzazione commerciale britannica, che afferma di rappresentare 190.000 imprese. Incorporato per carta reale, la sua missione è promuovere le condizioni in cui le imprese di tutte le dimensioni e settori nel Regno Unito possano competere e prosperare a beneficio di tutti. Nel 2023 l'associazione è stata scossa da numerose accuse di cattiva condotta sessuale nell'organizzazione.

## Membri
I membri della CBI includono società del FTSE 100, PMI, imprese private, associazioni di categoria, università e altri enti pubblici. La CBI ha membri in molti settori: agricoltura, automobilistica, industria aerospaziale, edilizia, istruzione, servizi finanziari, manifattura, servizi professionali, vendita al dettaglio, trasporto, turismo e servizi di pubblica utilità.
La CBI è composto da circa 1.500 soci diretti e 188.500 non soci. I non soci sono rappresentati attraverso 140 associazioni di categoria all'interno della confederazione, per le cui adesioni la CBI rivendica anche la rappresentanza, ma che non sono coinvolte nella formulazione delle politiche della CBI. L'Unione Nazionale degli Agricoltori, con 55.000 membri, è la componente più numerosa dei 188.500 non membri che la CBI afferma di rappresentare. La Country Land and Business Association riunisce altri 30.000 non membri, la Freight Transport Association 13.000, la Federation of Master Builders 9.500, la Road Haulage Association 8.100 e la National Federation of Builders 1.400.

## Storia
L'organizzazione è stata formata nel 1965 dalla fusione della Federazione delle Industrie Britanniche (nota come FBI), della Confederazione dei Datori di Lavoro Britannici (nota come BEC) e dell'Associazione Nazionale dei Produttori Britannici (nota come NABM).
La CBI ha aperto un ufficio a Bruxelles nel 1971, per aprire opportunità in Europa. Altri uffici internazionali sono stati aperti a Washington (2002), Pechino (2005) e New Delhi (2011).
Nel marzo 2014 ha trasferito la sua sede centrale da Centre Point, Londra, agli uffici di Cannon Place, situati sopra la stazione ferroviaria di Cannon Street nella Città di Londra.

### Scandalo di cattiva condotta sessuale
A marzo del 2023, The Guardian ha riferito di una denuncia per molestie sessuali presentata contro il direttore generale della CBI Tony Danker con ulteriori accuse da parte di altri membri dello staff. La CBI ha avviato un'indagine indipendente e Danker è stato sostituito come capo della CBI da Matthew Fell, il direttore delle politiche britanniche dell'organizzazione, ad interim.
Il 3 aprile 2023, The Guardian ha pubblicato un rapporto con più di una dozzina di donne dipendenti attuali e recenti della CBI che affermavano di essere state vittime di cattiva condotta sessuale, incluso uno stupro, indipendentemente dalle accuse di Danker precedentemente riportate. La CBI ha ampliato le sue indagini per includere le nuove accuse e ha annullato tutti gli eventi futuri, inclusa la cena annuale.
L'11 aprile 2023, il gruppo aziendale ha nominato il suo ex capo economista Rain Newton-Smith come nuovo direttore generale, un mese dopo che aveva lasciato la CBI per entrare a far parte di Barclays.
Il 21 aprile 2023, il The Guardian ha riferito che una seconda donna ha affermato di essere stata violentata dai colleghi della CBI. Lo stesso giorno, diverse importanti società britanniche hanno terminato la loro adesione alla CBI, tra cui Arup, Aviva, Phoenix Group, John Lewis, Mastercard, Virgin Media O2, Zurich Insurance Group, Ernst & Young, NatWest, WPP plc e BMW. Altri importanti membri della CBI, tra cui Barclays, HSBC, TSB, Lloyds Banking Group, Asda, Meta, Uber, PwC e molti altri hanno annunciato che stavano sospendendo le attività con la CBI in attesa dell'esito delle indagini. La CBI ha incaricato lo studio legale Fox Williams di condurre un'indagine indipendente sulle accuse. Il gruppo ha sospeso tre dipendenti in attesa dell'esito di un'indagine di Fox Williams.
Nel maggio 2023, la CBI ha annunciato di aver nominato Principia Advisory per aiutarla a "identificare le cause profonde dei fallimenti passati e raccomandare i cambiamenti necessari per il rinnovamento culturale e la ricostruzione della fiducia". La CBI ha condotto un sondaggio ponendo ai suoi membri la domanda: "I cambiamenti che abbiamo apportato – e gli impegni che ci siamo prefissati – per riformare la nostra governance, cultura e scopo ti danno la fiducia di cui hai bisogno per sostenere la CBI?" Il risultato, annunciato il 6 giugno 2023, è stato che il 93% dei suoi membri ha votato a favore di continuare a sostenere l'organizzazione; tuttavia in seguito si è saputo che l'affluenza alle urne era solo del 28%, quindi meno di un terzo dei membri ha votato a sostegno.

## Ruolo
La CBI lavora per promuovere gli interessi commerciali esercitando pressioni e consigliando i governi, collegandosi con altre imprese e creando intelligence attraverso l'analisi delle politiche governative e la compilazione di statistiche, sia nel Regno Unito che a livello internazionale attraverso i loro uffici a Pechino, Bruxelles, Nuova Delhi e Washington, CC.
L'organizzazione è apartitica e ha chiesto consulenza legale per garantire la neutralità.

## Struttura
Il direttore generale più recente è stato Tony Danker, che ha assunto il ruolo il 30 novembre 2020, ma ha dovuto farsi da parte dopo le accuse di cattiva condotta nel marzo 2023, con Matthew Fell nominato ad interim. Il licenziamento di Danker è stato annunciato l'11 aprile 2023 (considerata data ufficiale della fine del ruolo di direttore generale). Il suo successore è Rain Newton-Smith, già capo economista della CBI.
La CBI è governata dal suo statuto reale e dal Consiglio della CBI, che può delegare molti dei suoi ruoli al Comitato dei Presidenti e al Consiglio. Le posizioni politiche finali sono assegnate dal Comitato dei Presidenti della CBI, che ha un seggio per tutti i presidenti dei suoi consigli regionali e nazionali e dei comitati politici permanenti tematici, del Consiglio delle PMI e del Consiglio delle associazioni di categoria. Il Comitato dei Presidenti si riunisce dopo ogni turno del Comitato Permanente e del Consiglio Regionale.
Le decisioni strategiche e finanziarie della CBI sono decise dal Consiglio della CBI, che è presieduto dal Presidente della CBI e comprende il supporto e la guida di altri 4 non esecutivi. La gestione quotidiana della CBI è nelle mani del Direttore Generale coadiuvato da un Consiglio di Amministrazione, composto da un certo numero di direttori della CBI.
Un comitato di presidenza, composto da membri, consiglia il presidente. Il presidente, con l'approvazione del Comitato di Presidenza (nell'ambito dei suoi poteri delegati), nomina il direttore generale, che è responsabile della gestione della CBI.
Ha uffici in ogni regione del Regno Unito, inclusi team in Scozia, Irlanda del Nord e Galles, oltre a uffici a Washington DC, Nuova Delhi, Pechino e Bruxelles.

## Lista dei presidenti[22]
| Nome                     | Data di nascita  | Periodo        | Periodo |
| Nome                     | Data di nascita  | Inizio         | Fine    |
| ------------------------ | ---------------- | -------------- | ------- |
| Maurice Laing            | 1º febbraio 1918 | 1965           | 1966    |
| Stephen Brown            | 15 febbraio 1906 | 1966           | 1968    |
| Arthur Norman            | 18 febbraio 1917 | 1968           | 1970    |
| John Partridge           | luglio 1908      | 1970           | 1972    |
| Michael Clapham          | 17 gennaio 1912  | 1972           | 1974    |
| Ralph Bateman            | 15 maggio 1910   | 1974           | 1976    |
| Harold Watkinson         | 25 gennaio 1910  | 1976           | 1978    |
| John Hedley Greenborough | luglio 1922      | 1978           | 1980    |
| Raymond Pennock          | 16 giugno 1920   | 1980           | 1982    |
| Campbell Fraser          | 2 maggio 1923    | 1982           | 1984    |
| James Cleminson          | 31 agosto 1921   | 1984           | 1986    |
| David Nickson            | 27 novembre 1929 | 1986           | 1988    |
| Trevor Holdsworth        | 29 maggio 1927   | 1988           | 1990    |
| Brian Corby              | 10 maggio 1929   | 1990           | 1992    |
| Michael Angus            | 5 maggio 1930    | 1992           | 1994    |
| Bryan Nicholson          | 4 marzo 1911     | 1994           | 1996    |
| Colin Marshall           | 16 novembre 1933 | 1996           | 1998    |
| Clive Thompson           | 4 aprile 1943    | 1998           | 2000    |
| Iain Vallance            | 20 maggio 1943   | 2000           | 2002    |
| John Egan                | 7 novembre 1939  | 2002           | 2004    |
| John Sunderland          | 24 agosto 1945   | 2004           | 2006    |
| Martin Broughton         | 15 luglio 1947   | 2007           | 2009    |
| Helen Alexander          | 10 marzo 1957    | 2009           | 2011    |
| Roger Carr               | 21 novembre 1946 | 2011           | 2013    |
| Mike Rake                | 17 luglio 1948   | 2013           | 2015    |
| Paul Drechsler           | 13 aprile 1956   | 2015           | 2018    |
| John Allan               | 20 febbraio 1947 | 2018           | 2020    |
| Karan Bilimoria          | 26 novembre 1961 | 16 giugno 2020 | 2022    |
| Brian McBride            | 19 ottobre 1955  | 2022           |         |

### Lista dei vicepresidenti
| Nome            | Data di nascita  | Periodo | Periodo     |
| Nome            | Data di nascita  | Inizio  | Fine        |
| --------------- | ---------------- | ------- | ----------- |
| Karan Bilimoria | 26 novembre 1961 | 2022    | giugno 2023 |

### Lista dei direttori generali[22]
| Nome              | Data di nascita  | Periodo          | Periodo          |
| Nome              | Data di nascita  | Inizio           | Fine             |
| ----------------- | ---------------- | ---------------- | ---------------- |
| John Davies       | 8 gennaio 1916   | 30 luglio 1965   | 15 ottobre 1969  |
| Campbell Fraser   | 13 giugno 1920   | 15 ottobre 1969  | 2 luglio 1976    |
| John Methven      | 14 febbraio 1926 | 2 luglio 1976    | 23 aprile 1980   |
| Terence Beckett   | 22 marzo 1923    | 1º ottobre 1980  | 26 marzo 1987    |
| John Banham       | 22 agosto 1940   | 26 marzo 1987    | 26 giugno 1992   |
| Howard Davies     | 12 febbraio 1951 | 29 giugno 1992   | 31 dicembre 1995 |
| Adair Turner      | 26 ottobre 1955  | 1º gennaio 1995  | 31cembre 2000    |
| Digby Jones       | 28 ottobre 1955  | 1º gennaio 2001  | 30 giugno 2006   |
| Richard Lambert   | 23 febbraio 1943 | 1º luglio 2006   | 30 gennaio 2011  |
| John Cridland     | 14 marzo 1962    | 31 gennaio 2011  | ottobre 2015     |
| Carolyn Fairbairn | 13 febbraio 1961 | 1º novembre 2015 | 6 dicembre 2020  |
| Tony Danker       | 24 novembre 1971 | 30 novembre 2020 | marzo 2023       |
| Matthew Fell      | luglio 1976      | marzo 2023       | 11 aprile 2023   |
| Matthew Fell      | luglio 1976      | (ad interim)     |                  |
| Rain Newton-Smith | 21 giugno 1975   | 11 aprile 2023   |                  |